# 飯島徹郎
飯島 徹郎（いいじま てつろう、1979年7月8日 - ）は、NHKのアナウンサー。2度目の北海道勤務。

## 人物
東京都出身、幼少期頃に、南米・アルゼンチンで過ごした帰国子女であった。

## 嗜好・挿話
- 南米での生活経験があり、京都サンガFCレポート担当、本人の表情から、愛称は「エルニーニョ」および「キョトーン」[3]。
- 2021年3月の人事異動で札幌放送局へ異動し、同年4月からはNHKニュースおはよう北海道のキャスターを2022年3月まで務めていた。

## 現在の担当番組
- 北海道地方のニュース（主に日曜朝を担当）
- ほっとニュース845（不定期）
- ニュース北海道645（不定期）
- ほっとニュース北海道 ニュースリーダー（不定期）
- NHKニュースおはよう北海道 代行キャスター

## 過去の担当番組
岡山放送局時代（2002年度 - ）
- 岡山のニュース・中継・リポート
- きびきびワイド（リポーター）

京都放送局時代
- ニュース610 京いちにち - キャスター（京都サンガFC担当など）
- 京都ニュース845

札幌放送局時代（1度目）（2012年度 - 2014年度）
- NHKニュースおはよう北海道（隔週）
- いくぞ〜!北の出会い旅
- 北海道のニュース

新潟放送局時代（2015年度 - 2017年度）
- 新潟ニュース610 - キャスター
- 新潟ニュース845（不定期）
- 新潟のニュース

東京アナウンス室時代（2018年度 - 2021年3月12日）
- 首都圏ネットワーク　リポーター・ニュースリーダー（2018年4月5日 - 2019年7月30日）
- ニュース・気象情報・リポート（主に関東甲信越ローカル）
- 首都圏ニュース845（2018年6月21日、29日、7月25日、8月24日、9月4日、5日、21日、10月5日、11月30日、2019年1月22日）
- 国際報道2018（NHK BS1・松岡忠幸の代理キャスター）（2018年7月13日 - 14日）
- 大迫力!長岡の大花火2018 スペシャルライブ （リポーター・2018年8月2日）
- 首都圏ネットワーク（田所拓也の代理キャスター）（2018年9月3日 - 7日）
- 旬感☆ゴトーチ!（2018年10月23日、24日）
- 平成31年 消防出初め式（司会・2019年1月6日）
- スーパープレミアム　YouTuber×NHK　1億いいね!大作戦 （リポーター・2019年1月26日）
- スーパープレミアム 謎の天空遺跡 マチュピチュ大中継 （リポーター・2019年6月1日、2日）
- 令和2年「歌会始」（進行：2020年1月16日）
- NHKニュースおはよう日本
  - （リポーター：2019年8月5日 - 2021年3月12日）
  - （新井秀和の代理キャスター）（2020年8月15日 - 16日）
- ニュース645（不定期）
- ニュース・気象情報（不定期）
- ラジオニュース（不定期）

札幌放送局時代（2度目）（2021年3月13日 - ）
- NHKニュースおはよう北海道
  - キャスター（2021年4月5日 - 2022年4月2日）
  - 松本真季の代理キャスター（2024年8月22日・23日、11月18日 - 22日、12月16日・17日、2025年1月27日 - 2月1日）
  - 高橋秀和の代理キャスター（2024年10月19日）
- 令和6年能登半島地震の緊急対応による金沢放送局への応援派遣
  - おはよう石川（2024年2月13日）
- NHKのど自慢予選会IN千歳市（2024年8月3日、石狩・空知・後志・胆振・日高地方向け） - ナレーション
- 北海道まるごとラジオ（2024年9月5日・10月10日、ラジオ第1）